# Saint Yben
Saint Yben, connu aussi, selon les variations orthographiques ou les mutations linguistiques du breton, sous les noms de saint Iboan, saint Diboan, saint Diboen, saint Iben, saint Ibe, saint Abibon, saint Languis, saint Langui, saint Idunet, saint Ivinec, etc., ou encore Tu-pe-Tu, fait partie des saints bretons plus ou moins mythiques de l'Armorique non reconnus officiellement par l'Église catholique. Il est un disciple de saint Guénolé, le fondateur de l'abbaye de Landévennec. Il fonda un prieuré qui est à l'origine de la ville de Châteaulin. L’église locale, où il est représenté en diacre, l'honore comme saint. Il était invoqué autrefois pour l'abondance des pommes, et on lui donnait en offrandes des barriques de cidre. Il avait sa fontaine, dans laquelle on puisait l'eau pour arroser les pommiers qui ne fructifiaient pas.

## Hagiographie
Saint Yben serait un compagnon d'apostolat de saint Guénolé le Jeune. Son nom se transcrirait avec de multiples variantes (saint Iboan, saint Diboan, saint Diboen, saint Iben, ...). Il est parfois confondu avec un autre saint Diboan qui aurait vécu au Ier siècle apr. J.-C. et aurait été un disciple de Joseph d'Arimathie et un maître de saint Paul.
Sa vie est racontée dans le cartulaire de Landévennec où il est désigné sous les noms de saint Ethbin ou de saint Idiunet (saint Idunet). Il était breton, fils d'Eutius et Eula, et fut élevé par ses parents jusqu'à l'âge de 15 ans. Son père décédant alors et sa mère prenant le voile et rejoignant saint Samson, il prit l'habit au monastère de Taurac où il rencontra saint Guénolé dont il devint un compagnon fidèle. Il aurait aussi fondé le prieuré de Loc-Yonet qui est à l'origine de la ville de Pleyben, selon le cartulaire de Landévennec.
Idunet, They et Ethbin auraient quitté l'abbaye de Landévennec pour remonter l'Aulne, le premier s'arrêtant à Châteaulin, y fondant le prieuré de Loc-Yonet ; saint They aurait remonté l'Aulne plus en amont, installant son ermitage à l'emplacement actuel du Vieux-Bourg de Lothey et Ethbin serait allé un peu plus loin, fondant Pleyben.
Sa légende tourne autour d'une version hyperbolique du baiser au lépreux. Alors que les deux hommes cheminent, ils rencontrent un lépreux sur le point de suffoquer qui leur demande de l'aider à respirer en lui curant les narines. Ethbin s'exécute mais, le lépreux se plaignant que la manœuvre est trop douloureuse, il surmonte sa répugnance et met sa bouche sur le nez du malade pour en aspirer le pus. « Il en sortit une perle de très rare couleur et, en même temps, saint Ethbin qui tenoit ce pauvre par le milieu du corps vid le ciel ouvert par dessus luy et une nuée éclatante dans laquelle il y avait une belle croix ».
Les Francs ayant détruit le monastère de Taurac, Etbin se retira dans une solitude où il resta trente ans, après quoi il passa en Irlande, « vécut 20 ans dans une forêt nommée Silva nectansis et mourut le 14 des calendes de novembre âgé de 83 ans ».
Mais, saint Diboan, dit aussi Tu-pe-Tu, pourrait en fait être un avatar de Dagda, un des dieux majeurs du panthéon celtique, dont les attributs sont une roue et une massue qui tue d'un côté et ressuscite de l'autre, , représentés sur le chaudron de Gundestrup.

## Son culte et ses traces dans la Bretagne actuelle

### Son culte

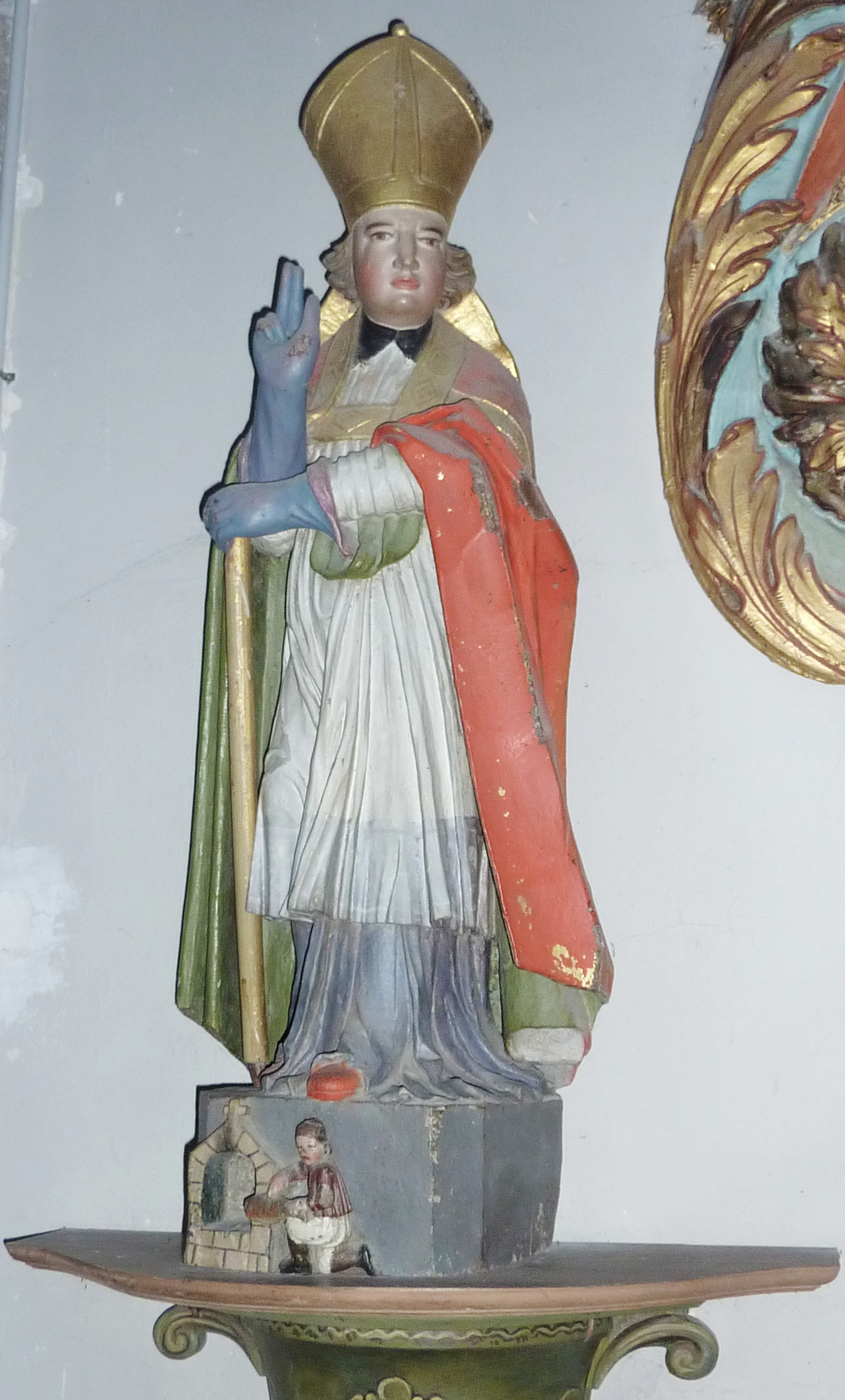
Statue de saint Idunet, église paroissiale de Châteaulin.

Ce saint breton fait l'objet d'un culte en Cornouaille et dans le Trégor. Son nom, par métathèse de Ez bin en Hep sin, pouvant être traduit textuellement du breton par "saint sans", c'est-à-dire "le saint qui enlève la douleur", il est imploré pour résoudre de nombreux maux dont la surdité qui lui vaut d'être représenté la majeure partie du temps les mains collées aux oreilles. Il vient aussi en aide aux moribonds ; par exemple à Kergloff la statue de saint Diboan (saint Abibon) était invoquée comme suit par des proches du malade : « Petit saint, la personne pour qui nous venons te voir est depuis longtemps entre vie et trépas ; décide de son sort, soit dans un sens, soit dans l'autre ».
- Dans le Finistère :

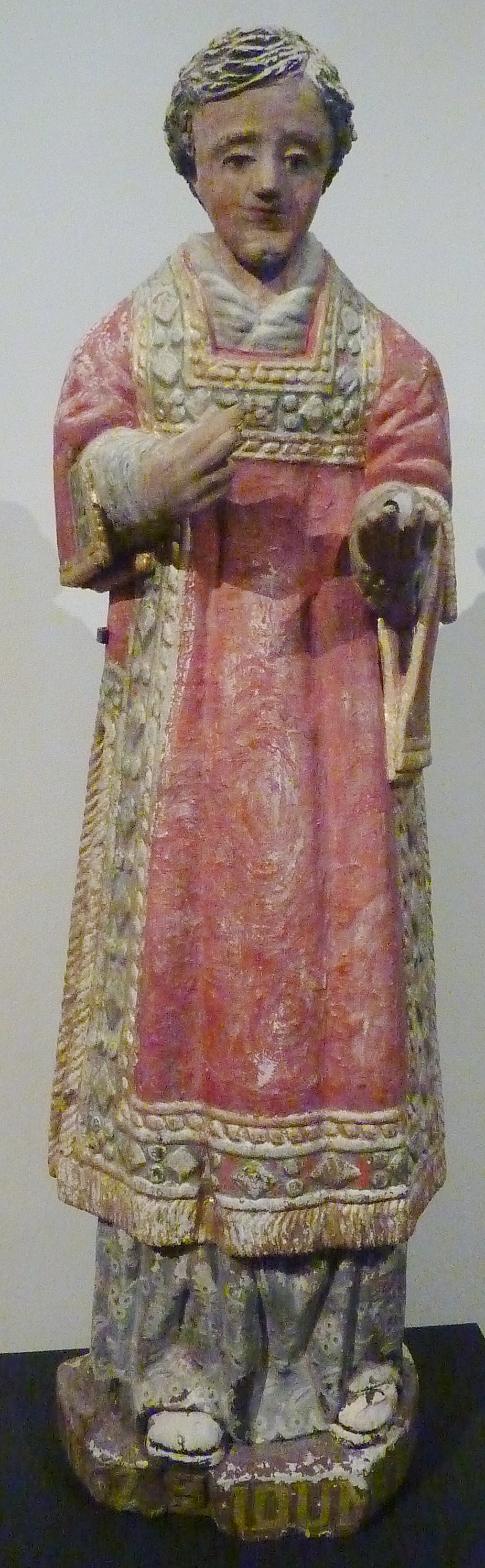
Trégourez : statue de saint Idunet datant de 1652.

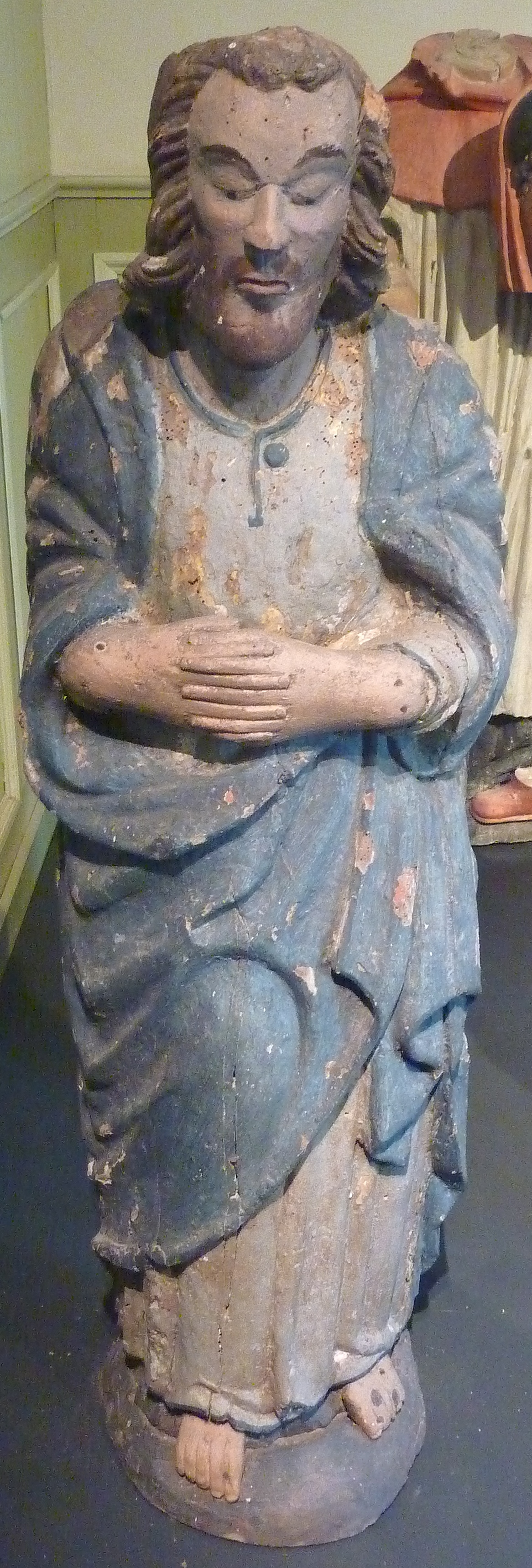
Plougastel-Daoulas : chapelle Saint-Languis, statue de saint Languis (bois polychrome, XVIe siècle).

  - Châteaulin : sous le vocable de saint Idunet, l’église locale l'honore : il est représenté en diacre. Il était invoqué autrefois pour l'abondance des pommes, et on lui donnait en offrandes des barriques de cidre. Il avait sa fontaine, dans laquelle on puisait l'eau pour arroser les pommiers qui ne fructifiaient pas…
  - Leuhan : chapelle honorant saint Abibon dit encore saint Diboen ou saint Ibon ou saint Diboan, présenté là comme un saint thaumaturge guérissant les douleurs (diboan en breton signifie "sans douleur")[9].

- - Gouézec : ancienne chapelle Saint-Diboan, aujourd'hui disparue. Une statue de saint Diboan, représenté en diacre, se trouve dans l'église paroissiale Saint-Pierre[10]. Surnommé en breton Tu pe du (littéralement "d'un côté ou de l'autre"), sans doute parce que ceux qui l'invoquaient lui demandaient la fin de leurs maux par guérison ou par décès, ce qui est la manière la plus définitive de faire cesser la douleur[trait d'humour ?][11]...
  - Kergloff : église Saint-Trémeur[12] : statue de saint Diboan[13] datant du XVe ou du XVIe siècle. Il existait aussi à Kergloff une chapelle Saint-Languis, détruite en 1927.
  - Tréméven : chapelle Saint-Diboan à Loc-Ivy. Saint Diboan y est représenté par une statue datant de la seconde moitié du XVIIe siècle. Cette statue est vénérée par les malades et les moribonds[14],[15].

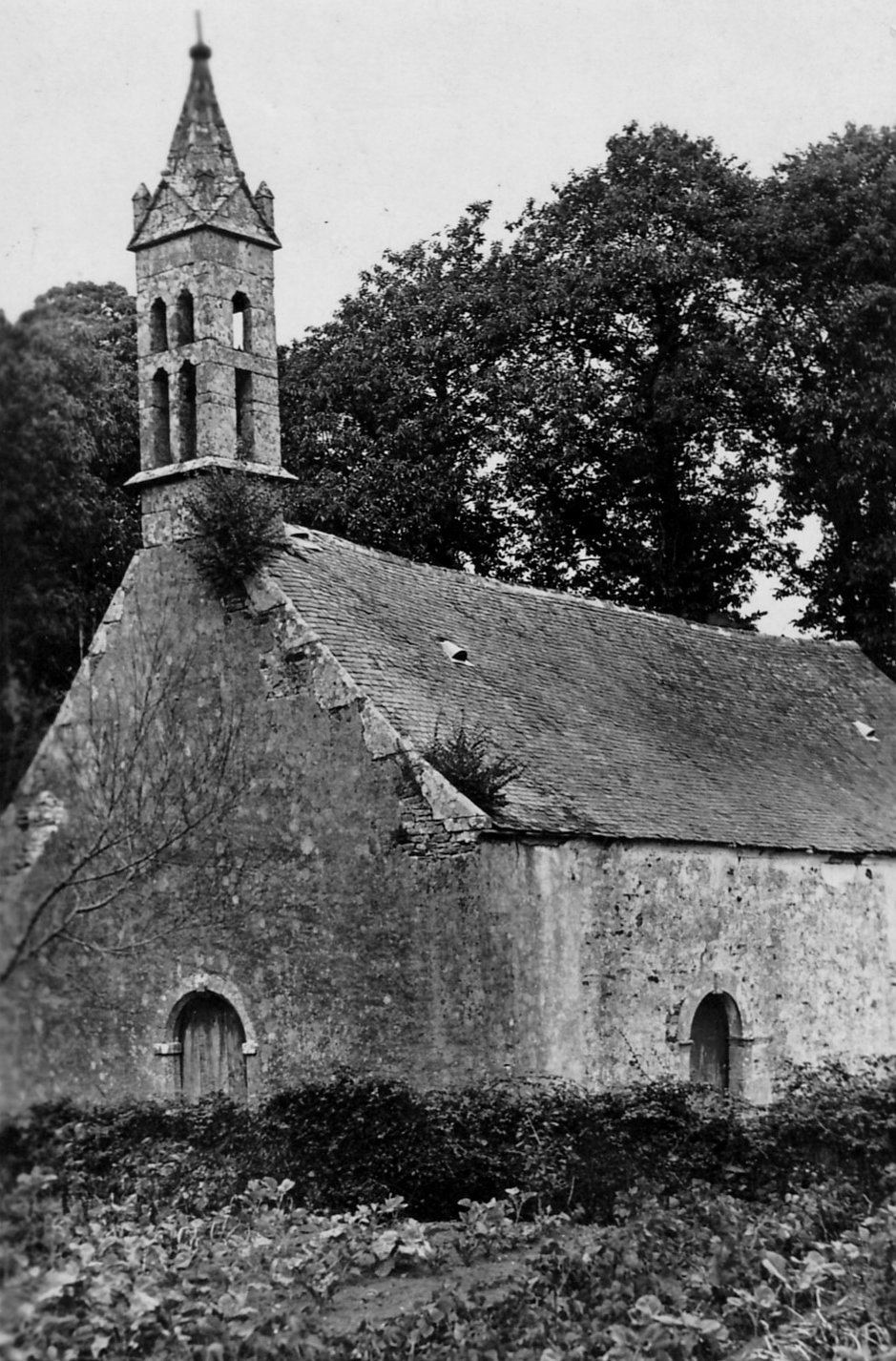
Tréméven (Finistère) : la chapelle Saint-Diboan vers 1920.

- - Kernével : le culte d'une sainte Yvonne totalement inconnue était probablement à l'origine un culte de saint Iben dont le nom a été déformé[16].
  - Plougastel-Daoulas : la chapelle Saint-Languy
  - L'église paroissiale de L'Hôpital-Camfrout possède une petite relique de ce saint, appelé localement saint Idunet[17].
  - La Forêt-Fouesnant : église Notre-Dame d'Izel-Vor, statue de saint Abibon[18]
- Dans les Côtes-d'Armor : 
  - Plévin : chapelle Saint-Diboan ou Saint-Abibon qui date des XVIe – XVIIe siècles et possède une statue du saint. À proximité se trouve une fontaine à son nom[19]. Le nom de Plévin vient de plou, paroisse, et saint Ewin, une autre forme d'Yben.
  - Lanrivain : chapelle de la Trinité (disparue)
- Dans le Morbihan :
  - Languidic : la chapelle du village de Tréauray est dédiée à saint Abibon. Autrefois, le jour du pardon du saint, le 28 janvier, les chemises des défunts étaient vendues aux enchères lors du pardon pour les déposer sur le lit des malades[20].
  - Pays de Gourin : Paul Sébillot rapporte cette coutume encore pratiquée au début du XXe siècle : « On se rend à la fontaine de Saint-Diboan dont le nom signifie "qui guérit de toute peine", et on la vide complètement avec une écuelle. Cette opération accomplie, on se penche sur le trou par lequel l'eau sort de terre ; si elle sourd avec bruit, le moribond est en train de trépasser ; si au contraire elle s'écoule sans bruit, toutes les chances sont pour qu'il revienne à la vie »[21].
  - Sur la commune de Meslan à Bonigeard, en dehors du calvaire, l'église possède une statue du saint et la fontaine attenante lui est consacrée (photo en illustration)

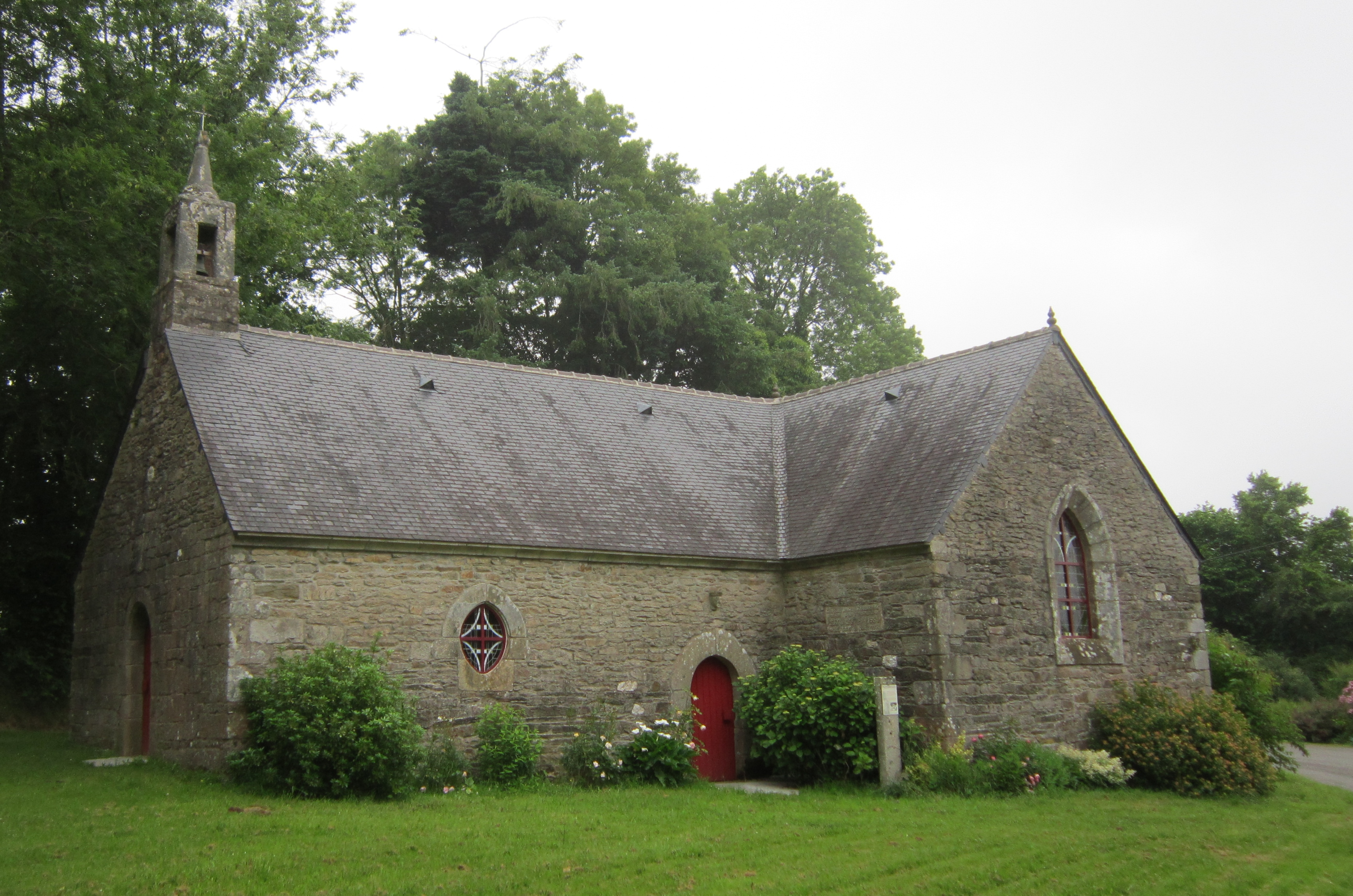
Gourin : la chapelle Saint-Abibon (Sainte-Julienne).

- Dans l'Eure :

(sous réserve de l'identité d'Yben et d'Ethbin)
- - Port-Mort : des reliques de saint Ethbin sont conservées dans une chapelle qui lui est dédiée dans l'église Saint-Pierre (1875)[22].

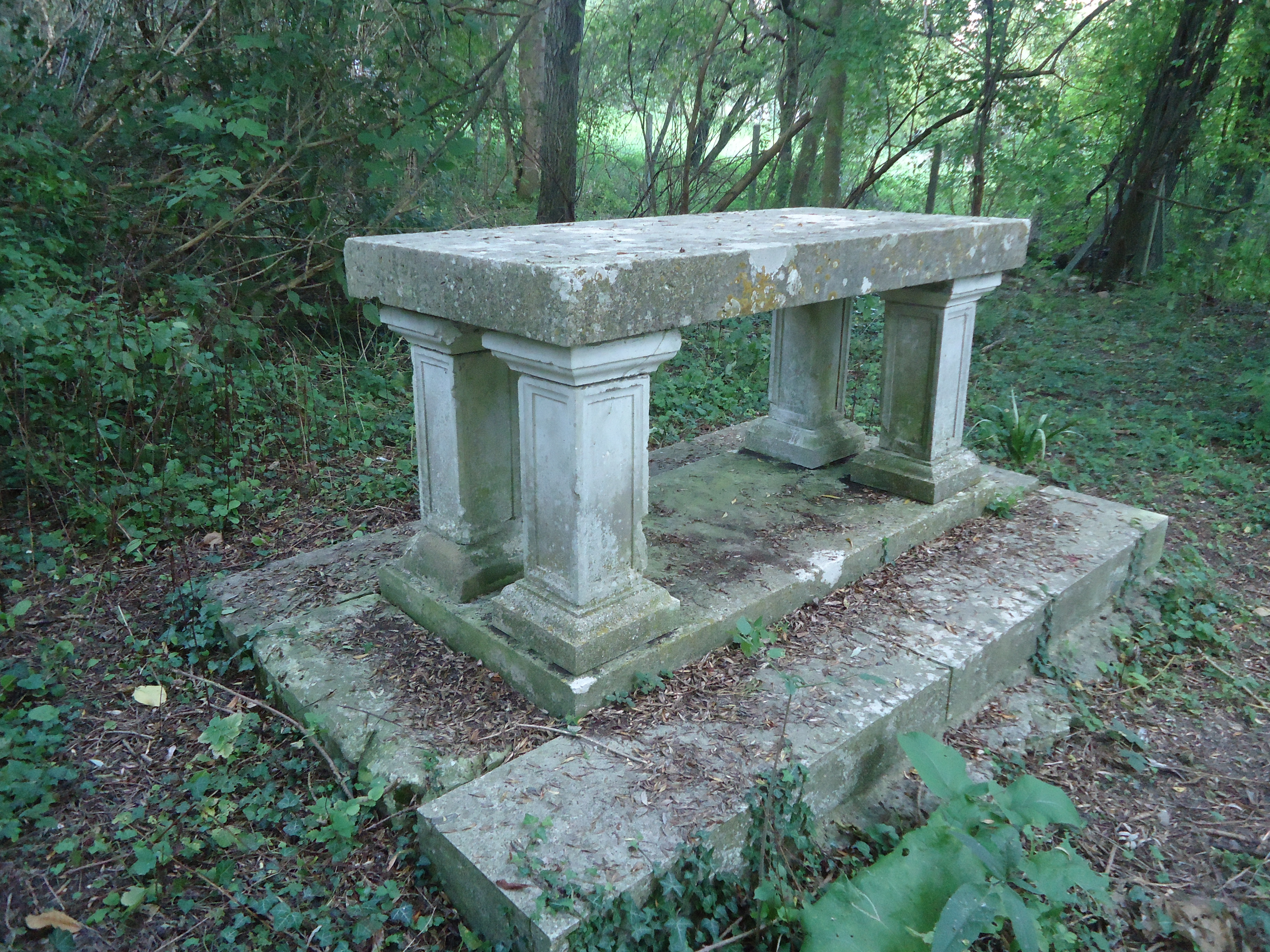
Le tombeau de saint Ethbin.

Sous le nom de saint Langui ou saint Languis ou encore saint Egannec, il est aussi honoré :
- dans le Finistère
  - à Plougastel-Daoulas : chapelle Saint-Languis[23].
  - à Kergloff, la chapelle Saint-Egannec ou Saint-Languis a disparu après 1927, mais subsiste une fontaine qui porte ce nom[24].
  - à Rosporden, dans l'église Saint-Colomban, se trouve une statue de saint Languy en évêque[25].

### Toponymie
Plusieurs lieux-dits bretons doivent leur origine à ce saint. Parmi eux :
- dans le Finistère : 
  - Pleyben
  - Pleyber-Christ
  - Plévin, qui s'appelait Ple-Eguin en 1368 et Plezvin en 1371.
- dans l'Orne :
  - la commune de Saint-Langis-lès-Mortagne lui doit son nom.

## Bibliograhpie
- Sylvette Denefle, Hagiographie sans texte : le culte de saint Diboan en Cornouaille armoricaine, in « Les Saints et les stars : le texte hagiographique dans la culture populaire » par Jean Claude Schmitt, Éditions Beauchesne, 1983, p. 135-143